# Ciad
Ciad (română: [t͡ʃjad], „Ciád”; în arabă تشاد, transliterat: Tašād; în franceză Tchad) sau Republica Ciad (în franceză République du Tchad) este o țară situată în centrul Africii. Capitala Ciadului este orașul N'Djamena.
Datorită distanței mari față de ocean și climatului preponderent deșertic, Ciadul este deseori numit „Inima moartă a Africii”. Ciadul este divizat în 3 mari regiuni: una deșertică în zona de nord, o regiune Sahel aridă în centru și o zonă fertilă în sudul țării. Lacul Ciad, după care a fost denumită țara, este cea mai mare întindere de apă din țară și a doua ca mărime din Africa. Cel mai înalt punct este Emi Koussi (în Sahara). Ciad adăpostește peste 200 de grupuri etnice și lingvistice diferite. Islamul este cea mai practicată religie. 

## Istorie
Istoria Ciadului demonstrează prin gravurile de pe strânci și prin desenele rupestre că înaintea extinderii Saharei, în urma cu 7.000 de ani, aici locuiau populații preistorice. Drumurile de caravane care ajungeau în Africa, venind dinspre Marea Mediterană și de-a lungul Saharei, începând din secolul al XI-lea, au dus la întemeierea, în jurul lacului Ciad, a numeroase regate. Acestea au fost într-o continuă dezvoltare, până când puterile coloniale europene au manifestat interes față de zonele din interiorul Africii. Francezii au fost primii care au pătruns pe teritoriul Ciadului de astăzi, transformându-l în colonia lor, înca din anul 1900. Franța cucerește teritoriul în 1920 și îl include în Africa Ecuatorială Franceză. Coloniștii au privit țara inițial ca o sursă neimportantă de mână de lucru, deoarece muncitorii erau necalificați. În 1929 pornește o producție importantă de bumbac. Erau puțini care se ocupau de administrația coloniei și doar sudul țării era condus corespunzator. Sistemul educațional a suferit mult din această cauză. Ciadul își câștigă independența în 1960, sub conducerea lui François Tombalbaye, care devine primul președinte al țării. Datorită politicii sale radicale, musulmanii pornesc în 1965 un război civil. În 1975 este asasinat, dar războiul continuă până în 1979, când rebelii cuceresc capitala și pun căpat dominației celor din sud. Cu toate acestea, comandanții rebelilor au continuat să lupte unii împotriva altora până când Hissène Habré și-a învins adversarii. A fost expulzat din țară în 1990 de către generalul său, Idriss Déby. Locuitorii Ciadului au adoptat o nouă constituție prin referendum și în 1996 Déby a câștigat cu ușurință alegerile, devenind președinte. A câștigat și un al doilea mandat, în 2001.
În 2003 a început exploatarea petrolului în țară, ceea ce a creat speranța că în țară va fi pace și prosperitate. Dar, în realitate, în Ciad a început un nou război civil. Președintele a modificat constituția, a schimbat legea prin care conducătorul statului putea fi ales numai de două ori iar în 2006 a câștigat cel de-al treilea mandat.

## Politică
În 1990, Idriss Déby a preluat puterea în urma înlăturării lui Habre. Prin promulgarea unei noi constituții, Deby a relaxat situația politică internă, dar din cauza tulburărilor provocate de grupările rebele, perspectiva unei păci durabile este îndepărtată. Structura administrativă centralizată care nu corespunde nevoilor distincte ale statelor (distribuția neuniformă a resurselor între populația africană și cea arabă) s-a dovedit un obstacol grav în calea dezvoltării. Astfel, guvernul are în plan un program de descentralizare mai avansat și de amploare.

## Geografie
Se învecinează la Nord cu Libia, la Vest cu Niger, la Sud-Vest cu Nigeria și Camerun, la Sud cu Republica Centrafricană, iar la Est cu Sudan.
Relieful Ciadului este dominat de largul bazin care înconjoară Lacul Ciad. Acest lac variază ca mărime, crescând de la o suprafață de 10.000 km² până la 25.000 km² în timpul sezonului ploios. De la acest bazin se întind podișuri până la munții din nord, sud și est. Clima Ciadului este fierbinte și extrem de uscată în nord unde este deșert (Sahara), ploile fiind relativ abundente în sud, unde trăiește majoritatea populației. Sudul este în principal acoperit de savană și este regiunea agricolă principală a țării.

## Economie
În ciuda resurselor naturale ale țării, economia Ciadului este una dintre cele mai sărace ale lumii. Ciadul este a cincea cea mai saracă țară din lume, iar nivelul de trai al populației se află printre cele mai scăzute din lume. Printre factorii generali care determină această situație extrem de precară, se pot enumera: izolarea geografică a țării, infrastructura aproape inexistentă și situația politică extrem de instabilă din ultimele decenii care au intervenit după independența Ciadului din 1960. 
În 1987 Ciadul avea doar 30 km de șosele asfaltate. Recent, au fost aprobate noi proiecte și s-a ajuns la 550 km de șosea asfaltată in 2004. Drumurile sunt deseori impracticabile pentru mai multe luni din an.
Deoarece nu are rețea proprie de căi ferate, Ciadul depinde de rețeaua cameruneză. Aeroportul principal se află în capitală și este singurul din țară care are pista de asfalt. Rețeaua de telecomunicații este simplă și costisitoare, cu servicii telefonice oferite de compania națională SotelTchad. Cu doar 14.000 de linii telefonie fixe, Ciadul are printre cele mai scăzute „densități” de telefonie din lume.
Sectorul energetic al țării a suferit mult datorită STEE (Societatea de apă și energie electrică a Ciadului), care produce energie pentru 15% din populația capitalei și pentru doar 1.5% din totalul populației țării. Majoritatea locuitorilor Ciadului ard lemne și resturi animale pentru energie. Doar 48% din populația orașelor au acces la apa potabilă și doar 2% la unități sanitare. Stația națională de televiziune TeleChad transmite doar în capitală. Sunt 13 stații private de radio, iar ziarele sunt limitate în cantitate datorită sărăciei și costurilor mari de transport. Cu toate că libertatea exprimării este apărată de constituție, guvernul a interzis în mod regulat acest drept și la sfârșitul lui 2006 s-au semnalat unele acte de cenzurare a mass-mediei.
Tradițional economia Ciadului se bazează pe agricultură, peste 85% din populația de astăzi fiind ocupată în acest sector economic. Principalele produse agricole sunt bumbacul, guma arabică, sorgul, trestia de zahăr și tutunul. Animalele crescute frecvent sunt bovine, caprine, ovine și cameline. O timidă producție de țiței a debutat la sfârșitul anului 2002.

## Demografie și vegetație
În 2005 Ciadul avea o populație de aproximativ 10,146,100 de locuitori, dintre care 25% locuiau în mediul urban. Populația țării este tânără, aproape 50% din locuitori având sub 15 ani. Speranța de viață este de 47,2 ani.
Un sondaj realizat în 2003 arată faptul că 54% din locuitorii Ciadului erau musulmani, 20% romano-catolici, 14% protestanți, 10% animiști și 3% atei.
În fiecare an frontul intertropical traversează Ciadul de la sud la nord, aducând un sezon umed ce durează din luna mai până în octombrie, și din iunie până în Octombrie în Sahel. În regiunea Saharei precipitațiile anuale sunt sub 50 ml(regiunea Borkou din Ciad este cea mai aridă regiune a Saharei). În zona centrală se află centura Sahel, unde precipitațiile sunt de 300–600 mm/an. Vegetația din această zonă e reprezentată de tufișuri dese. În zona Sudaneză din sudul țării precipitațiile anuale sunt de 900 mm. Ierburile înalte din această zonă reprezintă un loc favorabil pentru păsări, reptile și mamifere mari.
Râurile principale din Ciad: Chari și Logone (vin din sud-est și se varsă în Lacul Ciad).

## Legături externe
- en  Ciad Arhivat în 24 aprilie 2020, la Wayback Machine. (CIA World Factbook)